# Elephant Band
Elephant Band fue un grupo musical español de indie pop.

## Biografía

### Antecedentes
El origen de la banda se remonta al grupo Los Nuestros con Nacho como cantante y Xoel como guitarrista. En paralelo, Xoel tocaba la guitarra y cantaba en la banda The Riddles junto a Fernando, que era el teclista.
Poco tiempo después, Fernando se incorporaría a Los Nuestros, a la vez que Xoel y Nacho pasaban a formar parte de la banda mod Los Covers con la que grabaron un EP para el sello Thunderpussy, y varios temas para recopilatorios.
Tras la separación de Los Covers, en el verano de 1996, Xoel, Nacho y Fernando junto con Marcos (exbatería de The Riddles) empezaron a ensayar juntos, creando así lo que sería el embrión de la Elephant Band.
Poco tiempo después Ramón se incorpora como batería al grupo que en un principio se denominó Elephant truck band. Con este nombre empezaron los primeros ensayos donde versionaban temas como A quick one de The Who y Rain de The Beatles. Además, en esa época, empezaron a surgir los primeros temas propios como I've been wasting my time, Plumkeike o "Submarine of love".

### Elephant Band
En 1997 y ya con el nombre definitivo de Elephant Band, empezaron a dar sus primeros conciertos. Comenzaron a tocar por toda España, tanto en salas como en festivales, destacando su participación en: II mod international festival purple weekend en León. Participaron en festivales por toda Europa como: Man from unkle festival en Alemania o Isle of Wight en Inglaterra.
Durante este periodo se escribieron reseñas del grupo en revistas y periódicos de tirada nacional como Mondosonoro, Ruta 66... El grupo apareció tocando en directo en varios programas de televisiones autonómicas, destacando su participación junto al grupo Dover en el programa Chambo de TVG

### El final de la banda
La banda se disolvió en marzo de 2001 dejando sin registrar temas como "Leave my way" o "Till the morning comes".

### Actualidad
Actualmente sus componentes participan en toda clase de proyectos musicales.
Xoel fundó el grupo de pop Deluxe en 2001 y desde 1995 lleva en paralelo un proyecto folk-pop Lovely Luna junto a Félix Arias. En 2009 abandona su carrera como Deluxe, comenzando una nueva etapa en solitario como Xoel López.
Nacho tras su paso por Triceratops forma "Meu", un grupo orientado al power pop/punk, en el que participó Ramón como batería hasta 2008, que hasta ese momento había sido batería de varias formaciones, destacando su paso por Mistakens.
Actualmente Nacho tiene un proyecto en solitario llamado "Hermosa Beach". En 2014 publicó un disco en el que pone música a once poemas en gallego "Entre as zocas e os lóstregos".
Fernando entra a formar parte del combo psicodélico Mega Purple Sex Toy Kit junto a Marcos Santome, antiguo road manager de la banda.
Ramón entra a formar parte de "Mega purple sex toy kit" en su última etapa, y tras su disolución y la salida de Ramón de "Meu", Ramón y Fernando se unen a otros músicos en el 2008 en un nuevo grupo llamado Woocake. Fernando deja "Woocake" y actualmente Ramón lo compagina con otro proyecto llamado "Wolrus".

## Obra

### Álbumes
- For cold days (Animal Records, 1998)

- Fábrica de Chocolate (Animal Records y Munster Records, 1999)

### Recopilatorios
- Especial hits 98. Jóvenes con talento (Animal Records, 1998)
- La máquina que hace pop 5 (Animal Records)
- Operación bikini (Subterfuge Records)
- A fever! comp (Bip Bip records)
- The modern world: songs of a beat generation (Boss Sound)
- El pasado les pertenece (Animal Records)
- Tu voz en color: un sincero homenaje a Los flechazos (Bip Bip Records)

## Enlaces relacionados
- Myspace oficial de Elephant band
- Facebook oficial de Elephant band